# Agylla umbrosa
Agylla umbrosa là một loài bướm đêm thuộc phân họ Arctiinae, họ Erebidae.